# ناحیه برنادوت، شهرستان فولتن، ایلینوی
ناحیه برنادوت (به انگلیسی: Bernadotte Township) یک منطقهٔ مسکونی در ایالات متحده آمریکا است که در شهرستان فولتن، ایلینوی واقع شده‌است. ناحیه برنادوت ۱۴۵ متر بالاتر از سطح دریا واقع شده‌است.